# Černohorská ženská basketbalová reprezentace
Černohorská ženská basketbalová reprezentace zastupuje Černou Horu na mezinárodních ženských soutěžích v basketbalu. Svůj první mezinárodní zápas sehrála 27. srpna 2008. Předtím černohorské basketbalistky nastupovaly za Jugoslávskou reprezentaci a za reprezentaci Srbska a Černé Hory. První velký turnaj, na který se černohorský národní tým probojoval, bylo mistrovství Evropy v roce 2011. Zároveň na něm dosáhl svého doposavad nejlepšího výsledku, celkového 6. místa. Od té doby nechyběl na žádném evropském šampionátu. Na mistrovství světa a olympijské hry se mu však zatím nepodařilo probojovat.

## Mistrovství světa
| Rok/pořádající země | Účast                     |
| ------------------- | ------------------------- |
| MS 2010 Česko       | Ne                        |
| MS 2014 Turecko     | Ne                        |
| MS 2018 Španělsko   | Ne                        |
| MS 2022 Bulharsko   | Ne                        |
| Celkem              | Účast – 0× – 0× – 0× – 0× |

## Mistrovství Evropy
| Rok/pořádající země                   | Účast                     |
| ------------------------------------- | ------------------------- |
| ME 2009 Lotyšsko                      | Ne                        |
| ME 2011 Polsko                        | 6. místo                  |
| ME 2013 Francie                       | 10. místo                 |
| ME 2015 Maďarsko, Rumunsko            | 7. místo                  |
| ME 2017 Česko                         | 16. místo                 |
| ME 2019 Srbsko, Lotyšsko              | 12. místo                 |
| ME 2021 Francie, Španělsko            | 12. místo                 |
| ME 2023 Slovinsko, Izrael             | 8. místo                  |
| ME 2025 Česko, Itálie, Německo, Řecko | 15. místo                 |
| Celkem                                | Účast – 8× – 0× – 0× – 0× |

## Olympijské hry
| Rok/pořádající země | Účast                     |
| ------------------- | ------------------------- |
| Peking 2008         | Ne                        |
| Londýn 2012         | Ne                        |
| Rio de Janeiro 2016 | Ne                        |
| Tokio 2020          | Ne                        |
| Paříž 2024          | Ne                        |
| Celkem              | Účast – 0× – 0× – 0× – 0× |